# Poecilanthe amazonica
Poecilanthe amazonica är en ärtväxtart som först beskrevs av Adolpho Ducke, och fick sitt nu gällande namn av Adolpho Ducke. Poecilanthe amazonica ingår i släktet Poecilanthe och familjen ärtväxter. Inga underarter finns listade i Catalogue of Life.